# Джон Гудолл
Джон Гудолл (англ. John Goodall, 19 червня 1863, Вестмінстер — 20 травня 1942, Вотфорд) — англійський футболіст, що грав на позиції нападника, зокрема за «Престон Норт-Енд» та «Дербі Каунті», а також національну збірну Англії. Також футбольний тренер.

## Клубна кар'єра
Народився 1863 року в англійському Вестмінстері в родині шотландців. Невдовзі родина переїхала до шотландського Кілмарнока, де Джон зацікавився футболом і грав за місцеві «Кілмарнок Бернс» і «Кілмарнок Атлетік». Згодом продовжив футбольні виступи в болтонському «Грейт Левер»
1885 року став гравцем «Престон Норт-Енд», де став партнером по нападу Джиммі Росса і відразу демонстрував високу результативність. 1888 року було започаткований загальноанглійський футбольний чемпіонат під егідою новоствореної Футбольної ліги Англії. «Престон Норт-Енд» продемонстрував потужну гру і, не програвши жодної гри, став першим в історії чемпіоном Англії. Гудолл по ходу цього турніру відзначився 21 голом, перевищивши результати інших нападників країни, ставши таким чином першим в історії найкращим бомбардиром англійської футбольної першості. Також допоміг команді здобути того ж року й Кубок Англії.
Невдовзі після здобуття «золотого дубля» «Престон» погодив перехід лідера своїх атак до «Дербі Каунті». У новій команді Гудолл також багато забивав, протягом 1891—1893 років тричі поспіль ставав найкращим бомбардиром команди. Був наставником десятьма роками молодшого Стіва Блумера, який згодом став одним з найкращих нападників в історії англійського футболу, зокрема здобувши п'ять титулів найкращого бомбардира сезону у Першому дивізіоні. Загалом за «Дербі» Гудолл до 1900 року провів 211 матчів у чемпіонаті, в яких забив 76 голів.
Згодом провів декілька матчіа за «Нью-Брайтон Тауер», після чого грав за «Глоссоп Норт Енд». 1903 року вже 40-річний Гудолл був запрошений на посаду головного тренера «Вотфорда», в якому поєднував тренерську роботу з виступами на футбольному полі, взявши участь протягом чотирьох років у понад 60 іграх.
На початку 1910-х протягом двох років тренував французький «Рубе», в іграх якого також з'являвся на полі. Завершив футбольну кар'єру у валійському «Марді», де протягом 1912—1913 років також був граючим тренером.

## Виступи за збірну
1888 року дебютував в офіційних матчах у складі національної збірної Англії. Протягом кар'єри у національній команді, яка тривала 11 років, провів у її формі 14 матчів, забивши 12 голів.
Помер 20 травня 1942 року на 79-му році життя у Вотфорді.

## Титули і досягнення
- Чемпіон Англії (1):

«Престон Норт-Енд»: 1888/89
- Володар Кубка Англії з футболу (1):

«Престон Норт-Енд»: 1888/89
- Найкращий бомбардир Футбольної ліги Англії (1):

1888/89 (21 гол)